# Legnica
Legnica (autrefois Lignica ; en allemand : Liegnitz) est une ville de la voïvodie de Basse-Silésie, en Pologne. Elle forme elle-même un powiat et est aussi le chef-lieu du powiat de Legnica dont elle ne fait pas partie.

## Géographie
Legnica est arrosée par la Kaczawa et se trouve dans le sud-ouest de la Pologne, à 63 km à l'ouest-nord-ouest de Wrocław et à 354 km au sud-ouest de Varsovie.

## Histoire
Dans l'Antiquité, la ville portait le nom de Lugidunum dont le nom serait relié à ceux des Lugii ou Lygiens.
Bâtie au XIe siècle, Legnica (jadis connue sous le nom de Lignica et Liegnitz) fut le chef-lieu de la dynastie des Piast silésiens. Le 9 avril 1241, la ville a été le théâtre d'une célèbre bataille contre l'envahisseur mongol. Elle suivit le sort de la Silésie, passa de la Pologne à la Bohême (dans l'Empire germanique) en 1335, puis avec elle en 1526 à l'Autriche. En 1745, elle fut rattachée à la Prusse à la suite de la seconde guerre de Silésie perdue par l'Autriche.
Le 26 août 1813, lors de la campagne d'Allemagne, se déroula la bataille de la Katzbach entre l'armée du Premier Empire et les armées prussiennes et russes.
Comme le reste de la Basse-Silésie, elle fut profondément germanisée. De 1742 à 1945, la ville est le chef-lieu de l'arrondissement de Liegnitz dans le district de Liegnitz au sein de la province de Silésie. En 1945, la région fut rattachée à la Pologne et les germanophones expulsés au profit d'autres réfugiés (venant des territoires perdus par la Pologne à l'est de la ligne Curzon).
Legnica fut le chef-lieu de la voïvodie de Legnica entre 1975 et 1998 et puis fut incorporée dans la voïvodie de Basse-Silésie dont elle est la troisième plus grande ville.
Histoire de la communauté juive de Liegnitz et de sa synagogue avant la Seconde Guerre mondiale.

## Morphologie urbaine

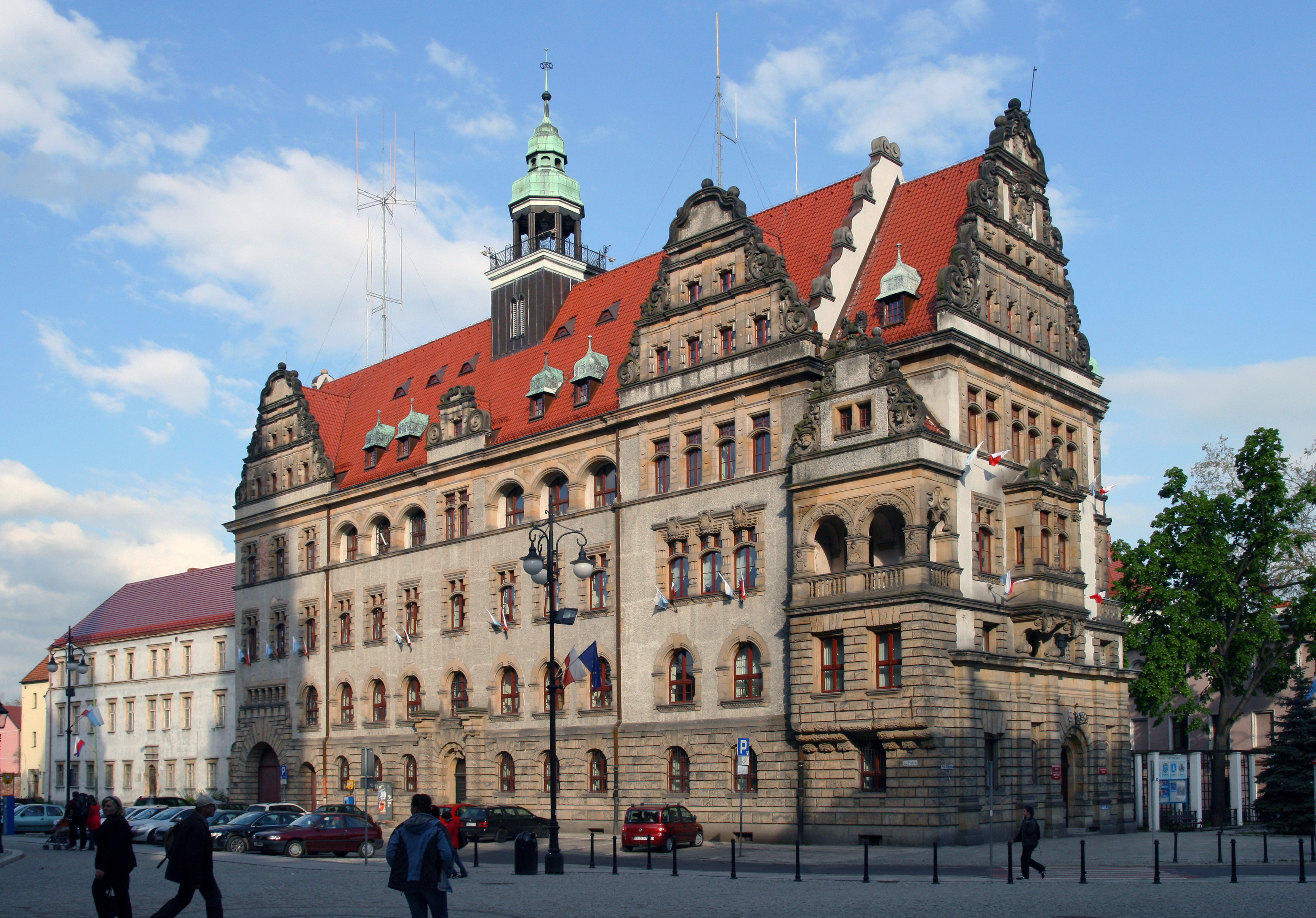
L’hôtel de ville

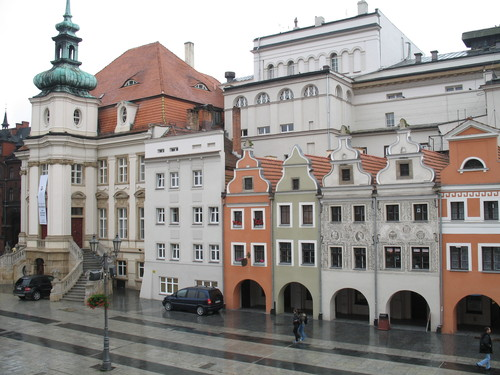
Les maisons « aux harengs » sur la place du marché à Legnica

Le centre de la ville au cours des années a été touché par les incendies. Dans les années 1960 et 1970, il a été partiellement reconstruit pour développer un Plattenbau et aujourd’hui, son architecture n’est pas uniforme. Dans le centre, il y a les bâtiments datant du Moyen Âge (le château des Piast, la cathédrale, l’église Sainte-Marie, les tours des remparts de la ville), de la Renaissance (les fragments du château, les maisons « aux harengs », la maison de Przepiórczy Kosz, la maison de Scultetus), du baroque (l’Académie des Chevaliers, l’église de Saint-Jean, l’ancien église de Maurice, la curie des abbés de Lubiąż, l’ancien hôtel de ville), du néo-classicisme (l’ancien bâtiment d’Empik dans la place centrale), du néo-baroque (le bâtiment du lycée no 1, la banque dans la place Klasztorny), les objets de l’architecture contemporaines et les vieux immeubles construits jusqu’au début du XXe siècle. 
Les quartiers autour du centre de Moyen Âge sont plus unis du point de vue de l’architecture. Au quartier sud, Tarninów, c’est l’architecture éclectique avec les éléments du modernisme et de la sécession qui domine. Dans la partie sur du quartier il y a de nombreux immeubles anciens. 

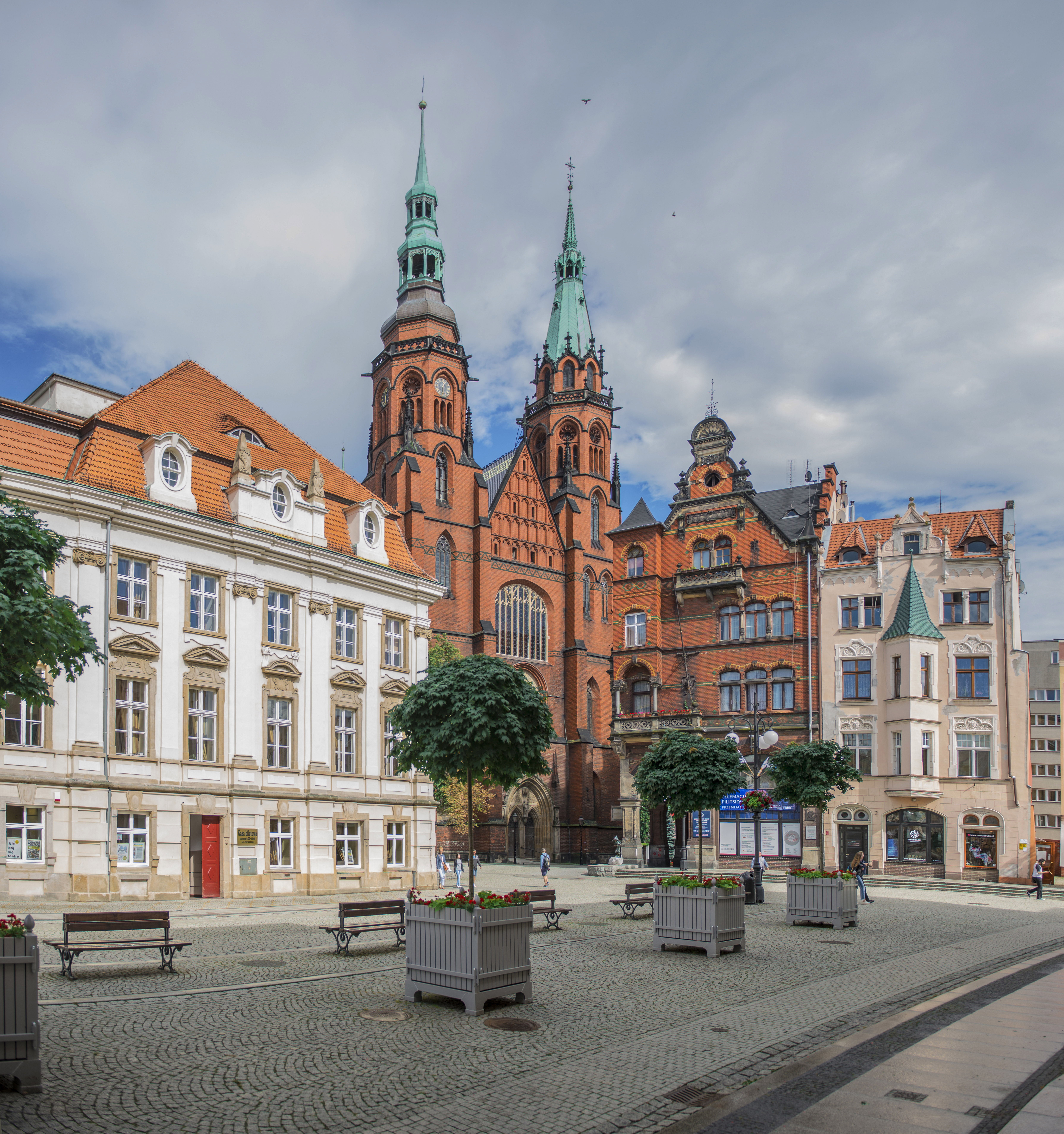
La cathédrale de Saints Apôtres Pierre et Paul

Le quartier Fabryczna de l’ouest se compose des usines et des maisons d’ouvriers du XIXe siècle, de même façon que le quartier de l’est – Kartuzy, et les terrains du nord et de sud-est. Aussi dans le quartier Ochota (le sud-est, du Parc de la ville au quartier Tarninów) il y a de nombreux immeubles du début du XXe siècle. 
Les cités de maison unifamiliales : le quartier Piekary Wielkie avec les maisons mitoyennes à l’ouest, Stare Piekary (au nord-est), Przedmieście Głogowskie (au nord), la partie de la cité Sienkiewicz (au sud), Przybków (au sud), la cité Nowe (au sud) et la partie de la cité Białe Sady (au sud-est) de 1920 réalisent le concept architectonique de la cité-jardin. Les maisons unifamiliales modernes du XIXe siècle se trouvent dans la cité Américaine (à l’ouest), la cité Sienkiewicz (au sud), la cité des Avenues (au sud-est). Les maisons construites à la deuxième moitié du XIXe siècle dans la cité Białe Sady (au sud-ouest), la partie nord du quartier Bielany et la partie nord de la cité Sienkiewicz constituent un exemple des moins chères maisons unifamiliales. 
Les immeubles multifamiliaux dans les rues Działkowa, Chojnowska, Marynarska, Asnyk et Złotoryjska (la cité Asnyk), dans la rue Gliwicka (Czarny Dwór) et l’avenue Rzeczypospolitej (Bielany), servent d’exemple de l’architecture du modernisme. La construction de Plattenbau (le système Fadom) se manifeste dans les cités de l’est d’entre les années 1970 et 1980, la cité Kopernik (1980-1990), la cité Piekary et les cités de l’ouest : la partie de la cité Asnyk, la cité Zosinek et les alentours des rues Drzymały i Piątnicka. Les bâtiments aux alentours des rues Myrka, Myśliwca, Słubicka, Poznańska, Chocianowska et à Lasek Złotoryjski, ce sont les terrains de l’ancienne caserne de la Wehrmacht, et ensuite du Groupe Nord de l’Armée rouge, adapté aux appartements contemporains. Il y a aussi quelques bâtiments de Plattenbau, construits par les entreprises polonaises en échange des immeubles occupés dans le centre de la ville (la partie ouest de la cité Zosinek construite en « Plattenbau de Wrocław », les bâtiments des rues Bydgoska, Chojnowska et des rues Marcinkowski, Wybicki et Kościuszki dans le quartier Tarninów) et les bâtiments construits des éléments importés de URSS (les bâtiments de type « Leningrad »).

## Industrie
Legnica est un important centre industriel dont la ressource principale est le cuivre.

## Sports
- Football: Miedź Legnica

## Jumelages
- Wuppertal (Allemagne) depuis 1993
- Drohobytch (Ukraine)
- Blansko (Tchéquie)
- Orenbourg (Russie)
- Roanne (France) depuis 2006

## Climat
| Mois                                       | Janv | Fév | Mars | Avr | Mai | Juin | Juil | Août | Sept | Oct | Nov | Déc | Année |
| ------------------------------------------ | ---- | --- | ---- | --- | --- | ---- | ---- | ---- | ---- | --- | --- | --- | ----- |
| Températures minimales moyennes (°C)       | -15  | -14 | -8   | -2  | --  | 4    | 7    | 6    | 1    | -2  | -6  | -11 | -3    |
| Températures moyennes (°C)                 | -3   | -2  | 4    | 9   | 13  | 17   | 19   | 18   | 15   | 10  | 4   | --  | 8     |
| Températures maximales moyennes (°C)       | 8    | 10  | 16   | 22  | 26  | 29   | 31   | 31   | 28   | 22  | 15  | 11  | 20    |
| Moyennes mensuelles de précipitations (mm) | 24   | 23  | 27   | 42  | 6   | 67   | 82   | 72   | 43   | 38  | 33  | 32  | 541   |

## Principaux monuments

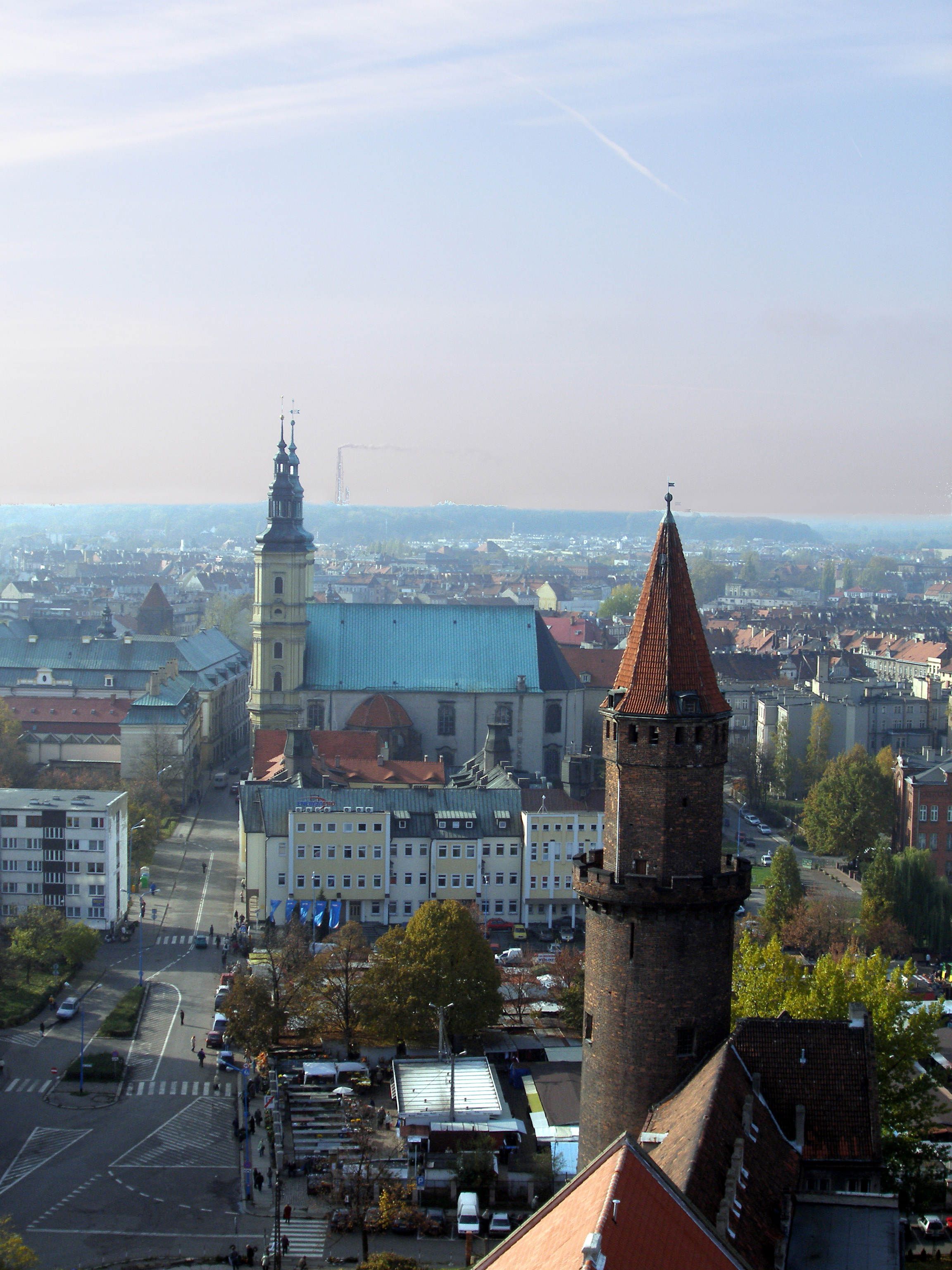
Église Saint-Jean-Baptiste de Legnica.

- Parmi les édifices les plus hauts de la ville figure l'Église Saint-Jean-Baptiste de Legnica, au sein de laquelle se trouve le Mausolée des Piast de Silésie
- Cathédrale de Saints Apôtres Pierre et Paul
- Église Saint-Hyacinthe de Legnica, où a lieu en 2013 le miracle eucharistique de Legnica
- Église évangélique Notre Dame à Legnica
- Ancien hôtel de ville de Legnica
- Maison de Scultetus
- Musée du cuivre de Legnica

## Personnalités
Sont nés à Legnica :
- Bernhard Bogentantz (1494-1540), théoricien de la musique ;
- Hans von Schweinichen (1552-1616) : mémorialiste ;
- Eduard Seiler (1814-1875), fondateur de la fabrique de pianos Seiler ;
- Hermann von Dresler und Scharfenstein (1857-1942), général ;
- Agnieszka Brugger (1985-), femme politique allemande ;
- Anna Dymna, actrice polonaise, née le 20 juillet 1951 ;
- Tomasz Kot, acteur polonais - né le 21 avril 1977 ;
- Olena Pidhrushna, biathlète ukrainienne, née le 9 janvier 1987.

Le physicien Johann Wilhelm Ritter, découvreurs des rayons ultra-violets (1802), y fut préparateur en pharmacie.